# Équation de Bromley
L’équation de Bromley a été développée en 1973 pour calculer les coefficients d'activité pour des solutions aqueuses d'électrolytes dont les concentrations dépassent les limites de validité du modèle de Debye-Hückel. Avec la théorie SIT et les équations de Pitzer, elle fournit un outil important pour la compréhension du comportement des ions dissous dans les eaux naturelles telles que rivières, lacs et eau de mer,,.

## Description
Guggenheim a proposé une extension de l'équation de Debye-Hückel qui est devenue la base de la théorie SIT. Sous sa forme la plus simple, pour un électrolyte MX, l'équation peut s'écrire
{\displaystyle \log \gamma _{\pm }={\frac {-A_{\gamma }I^{1/2}}{1+I^{1/2}}}+\beta b.}
{\displaystyle \gamma _{\pm }} est le coefficient d'activité moyen. Le premier terme à droite de l'égalité est le terme de Debye-Hückel, avec une constante A, et la force ionique I. β est un coefficient d'interaction et b est la molalité de l'électrolyte. Lorsque la concentration décroît, le second terme diminue, jusqu'à devenir négligeable à très faibles concentrations, l'équation de Debye-Hückel donnant alors un résultat satisfaisant pour le coefficient d'activité.
Bromley observa que les valeurs expérimentales de {\displaystyle {\frac {1}{z_{+}z_{-}}}\log \gamma _{\pm }} étaient souvent approximativement proportionnelles à la force ionique. Pour rendre compte de cette observation, il développa l'équation, pour un sel de formule générale {\displaystyle M_{p}^{z_{+}}X_{q}^{z_{-}}}
{\displaystyle \log \gamma _{\pm }={\frac {-A_{\gamma }|z_{+}z_{-}|I^{1/2}}{1+\rho I^{1/2}}}+{\frac {(0.06+0.6B|z_{+}z_{-}|)I}{\left(1+{\frac {1.5}{|z_{+}z_{-}|}}I\right)^{2}}}+BI}
À 25 °C Aγ vaut 0,511 et ρ vaut 1. Bromley constata que l'équation donnait des résultats suffisamment en accord avec les données expérimentales pour des valeurs de force ionique allant jusqu'à 6 mol/kg, avec une précision décroissante pour les hautes valeurs de la force ionique. Il remarqua également que B, le coefficient d'interaction, pouvait être exprimé en termes de quantités d'ions simples comme
{\displaystyle B=B_{+}+B_{-}+\delta _{+}\delta _{-}}
où les signes + et - se réfèrent aux cations et anions, respectivement. L'équation de Bromley peut facilement être adaptée pour le calcul de coefficients osmotiques, et Bromley a également proposé des extensions aux solutions multi-composants et à l'influence de la température.
Une version modifiée de l'équation de Bromley a été utilisée par Madariaga. Une comparaison entre l'équation de Bromley, la théorie SIT et les équations de Pitzer a montré que les différents modèles donnaient des résultats d'une validité comparable. L'équation de Bromley est essentiellement empirique, les paramètres d'interaction sont relativement faciles à déterminer. Néanmoins, la théorie SIT, telle qu'étendue par Scatchard, et Ciavatta, est bien plus utilisée. 
Par opposition, l'équation de Pitzer est solidement fondée sur la théorie thermodynamique. La détermination des paramètres de Pitzer est plus laborieuse. Alors que les approches de Bromley et de la SIT sont basées sur les interactions entre paires d'ions de charges opposées, l'approche de Pitzer considère également les interactions entre trois ions. Ces équations sont importantes pour la compréhension du comportement des ions dans les eaux naturelles telles que rivières, lacs et eaux de mer.
Pour certains électrolytes complexes, Ge et al. ont déduit les paramètres de Bromley en utilisant les données sur les coefficients d'activité et coefficients osmotiques.